# Triossido di dicloro
Il triossido di dicloro è uno dei numerosi ossidi di cloro, e ha formula Cl2O3. Formalmente si può considerare come l'anidride dell'acido cloroso, ed è una molecola altamente instabile, anche a bassa temperatura. In laboratorio non è mai stato preparato in quantità tali da essere osservato a occhio nudo. Sono stati fatti molti studi per capire se Cl2O3 possa essere coinvolto, al pari di altri ossidi di cloro, nel danneggiamento dell'ozono nella stratosfera. Si è concluso che la quantità di Cl2O3 presente nella stratosfera è troppo piccola per avere un effetto sull'ozono.

## Storia
L'esistenza di Cl2O3 fu per la prima volta postulata nel 1956 da Lipscomb e collaboratori, studiando i prodotti della flash fotolisi di OClO. Nel 1989 Hayman e Cox trovarono forti evidenze della formazione di Cl2O3 sottoponendo ClO e OClO a fotolisi continua con radiazioni di 350 nm a temperature comprese tra 233 e 273 K.

## Struttura
Cl2O3 è troppo instabile per poterlo studiare con tecniche convenzionali. Utilizzando tecniche di spettroscopia risolta nel tempo si sono potuti misurare sperimentalmente lo spettro di assorbimento UV, la sezione d'urto, le costanti di equilibrio della reazione di formazione e altri parametri termodinamici.
Ulteriori notizie su Cl2O3 vengono da metodi computazionali. Con metodi ab initio si è trovato che sono possibili vari isomeri, e se ne sono determinate struttura, frequenze di vibrazione e costanti rotazionali. L'isomero più stabile ha la struttura rappresentata nel riquadro a fianco.